# Фабіо Перейра да Сілва
Фа́біо Пере́йра да Сі́лва (порт. Fábio Pereira da Silva, відоміший, як Фабіо або Фабіо да Сілва, нар. 9 липня 1990, Петрополіс) — бразильський футболіст, лівий захисник клубу «Нант». Має брата-близнюка Рафаеля, який також є професійним футболістом.

## Досягнення
- Чемпіон Англії (2):

«Манчестер Юнайтед»: 2008–09, 2010–11
- Володар Кубка ліги (2):

«Манчестер Юнайтед»: 2008–09, 2009–10
- Володар Суперкубка Англії (4):

«Манчестер Юнайтед»: 2008, 2010, 2011, 2013
- Переможець Клубного чемпіонату світу (1):

«Манчестер Юнайтед»: 2008
- Володар Кубка Франції (1):

«Нант»: 2021–22
- Чемпіон Південної Америки (U-15): 2005
- Чемпіон Південної Америки (U-17): 2007